# Журавль в небе
«Жура́вль в не́бе» — российский мелодраматический телесериал о жизни лётчика-испытателя Аси Солнцевой и её отношениях с пилотом Юрием Громовым, а также о создателях сверхзвукового пассажирского самолёта Ту-144.
Производством сериала занимались компании Sony Pictures Television, «Леан-М» и «Гамма-Продакшн». Премьера телесериала состоялась 25 мая 2020 года на «Первом канале». Заключительные серии вышли в эфир 10 июня 2020 года.

## Сюжет
Действие сериала происходит в 1960-х годах на фоне подъема авиации в СССР и создания первого сверхзвукового пассажирского лайнера. Главная героиня — старшеклассница Ася Солнцева из небольшого городка Авиаград — знакомится с курсантом-хулиганом из авиаклуба Юрием Громовым. Эта встреча еще больше убеждает её в стремлении стать лётчиком. Влюбляясь в Юрия, Ася решает поступать в лётное училище. Третьим в любовном треугольнике становится одноклассник Аси — Яша Спасский, сын известного авиаконструктора, который одержим созданием первого сверхзвукового пассажирского самолёта. В будущем именно он станет одним из конструкторов «Журавля», прототипом которого, по задумке создателей сериала, является создание Ту-144.

## В ролях
| Актёр               | Роль                                                       |
| ------------------- | ---------------------------------------------------------- |
| Мария Луговая       | Ася Солнцева лётчик-испытатель                             |
| Михаил Гаврилов     | Юрий Громов пилот                                          |
| Филипп Горенштейн   | Яша Спасский авиаконструктор                               |
| Борис Невзоров      | Константин Спасский отец Яши, авиаконструктор, муж Риммы   |
| Ольга Кабо          | Римма Спасская мать Яши, жена Константина, любовница Игоря |
| Сергей Пускепалис   | Игорь Бархатов конструктор, любовник Риммы                 |
| Валентина Теличкина | бабушка Аси                                                |
| Полина Лазарева     | Маша                                                       |
| Алексей Анищенко    | Глеб                                                       |
| Игорь Филиппов      | Олег Анатольевич Ждан лётчик-испытатель                    |
| Олеся Сугак         | подруга невесты                                            |
| Никита Богатов      | трус                                                       |
| Владимир Потапов    | Ширшов министр авиапрома                                   |
| Альберт Бартош      | врач скорой помощи                                         |
| Оюна Тудупова       | Нелли врач                                                 |
| Марина Барсукова    | Даша Азарова певица                                        |
| Сергей Апрельский   | директор школы в 1961 г.                                   |

Сериал имеет несколько номинаций в лонг-листе премии Золотой орел.